# East Sahuarita
East Sahuarita és una concentració de població designada pel cens dels Estats Units a l'estat d'Arizona. Segons el cens del 2000 tenia 1.419 habitants.

## Demografia
Segons el cens del 2000, East Sahuarita tenia 1.419 habitants, 472 habitatges, i 376 famílies La densitat de població era de 37,4 habitants/km².
Dels 472 habitatges en un 42,8% hi vivien nens de menys de 18 anys, en un 60,8% hi vivien parelles casades, en un 12,5% dones solteres, i en un 20,3% no eren unitats familiars. En el 15% dels habitatges hi vivien persones soles el 4,7% de les quals corresponia a persones de 65 anys o més que vivien soles. El nombre mitjà de persones vivint en cada habitatge era de 3,01 i el nombre mitjà de persones que vivien en cada família era de 3,35.
Per edats la població es repartia de la següent manera: un 32,1% tenia menys de 18 anys, un 9,2% entre 18 i 24, un 29,2% entre 25 i 44, un 22,2% de 45 a 60 i un 7,2% 65 anys o més.
L'edat mediana era de 32 anys. Per cada 100 dones de 18 o més anys hi havia 98,1 homes.
La renda mediana per habitatge era de 33.083 $ i la renda mediana per família de 37.292 $. Els homes tenien una renda mediana de 29.107 $ mentre que les dones 21.406 $. La renda per capita de la població era de 12.484 $. Aproximadament el 15,7% de les famílies i el 24% de la població estaven per davall del llindar de pobresa.

## Poblacions més a prop
El següent diagrama mostra les poblacions més a prop.